# Санкція правової норми
Са́нкція — елемент правової норми, що встановлює невигідні наслідки у разі порушення правила, визначеного диспозицією. Саме санкція є одним із засобів спонукання особи до додержання норми права. Стандартна норма права може бути викладена у вигляді формули «якщо → то → інакше», де «інакше» — це санкція.

## Види санкцій
1. 1. Залежно від характеру негативних наслідків, що настають за порушення правила, визначеного в диспозиції:

- а) правовідновлюючі міри — спрямовані на відновлення порушених прав і законних інтересів, виконання невиконаних або неналежним чином виконаних обов'язків, повернення до первісного стану (обов'язок повернути майно з незаконного володіння, визнання правового акта недійсним, спростування недостовірної інформації, поновлення на роботі);
- б) міри юридичної відповідальності — додаткові втрати особистого, організаційного або майнового характеру, які настають внаслідок правопорушення (штраф, конфіскацію, позбавлення батьківських прав, оголошення догани, звільнення);
- в)заходи попереджувального впливу — (вилучення заборонених предметів, затримання правопорушника, арешт майна).

1. 2. За сферою використання:

- а) конституційно-правові — (визнання конституційним судом закону таким, що не відповідає конституції);
- б) цивільно-правові- (визнання правочину недійсним, відшкодування збитків);
- в) адміністративно-правові — (попередження, штраф, адміністративний арешт);
- г) дисциплінарні — (винесення догани або звільнення з роботи);
- д) кримінально-правові — (позбавлення волі, виправні роботи, штраф, конфіскаці).

1. 3. За ступенем визначеності :

- а) абсолютно визначені — вичерпно визначають вид і кількісну міру державного примусу (штраф у подвійному розмірі);
- б) відносно визначеними — передбачають можливість при правозастосуванні обрання різних видів санкцій (штраф або позбавлення волі) чи їх різної кількісної міри (позбавлення волі на строк від двох до п'яти років).

1. 4. Залежно від кількості несприятливих наслідків, що загрожують порушнику:

- а) прості — передбачають один невигідний наслідок (штраф);
- б) складні — передбачають одночасне застосування декількох невигідних наслідків (позбавлення волі з конфіскацією майна);
- в) альтернативні — передбачають декілька наслідків, один із яких може бути застосовано до правопорушника (штраф або обмеження волі).

## Двоелементні норми
Існують певні норми права, де не обов'язково присутні усі три елементи гіпотеза, диспозиція' та санкція. '
Так, Регулятивні норми права вказують на певні життєві обставини і пов'язують з ними необхідність додержання конкретного правила поведінки. Тобто, норма складається з гіпотези та диспозиції. Наприклад, правила дорожнього руху закріплюють таку регулятивну норму права: якщо водій керує транспортним засобом у межах населеного пункту (гіпотеза норми), тойому дозволяється рух із швидкістю не більше 60 км/год. і забороняється перевищення цієї швидкості (диспозиція норми).
А Охоронні норми прававстановлюють, що у разі порушення прав і обов'язків, передбачених диспозицією регулятивної норми (відхилення від правила поведінки), для адресатів цієї норми настають певні несприятливі юридичні наслідки. Наприклад, Кодекс України про адміністративні правопорушення закріплює охоронну норму права: якщо водій транспортного засобу перевищує встановлені обмеження швидкості руху, то на нього накладається штраф від п'ятнадцяти до двадцяти неоподатковуваних мінімумів доходів громадян (перед- бачені негативні юридичні наслідки як санкція норми права).
| Регулятивні норми | Охоронні норми |
| ----------------- | -------------- |
| Гіпотеза          | гіпотеза       |
| Диспозиція        | Санкція        |